# 7478 Hasse
7478 Hasse este un asteroid din centura principală de asteroizi.

## Descriere
7478 Hasse este un asteroid din centura principală de asteroizi. A fost descoperit pe 20 iulie 1993 la Observatorul La Silla de Eric Walter Elst. El prezintă o orbită caracterizată de o semiaxă mare de 2,87 ua, o excentricitate de 0,08 și o înclinație de 3,1° în raport cu ecliptica.